# PAdES
PAdES (PDF Advanced Electronic Signatures) ist eine Menge von Einschränkungen sowie Erweiterungen für PDF-Dateien, um diese für elektronische Signaturen anzupassen. Die technische Spezifikation wurde vom European Telecommunications Standards Institute (ETSI) zunächst als TS 102 778 veröffentlicht. Später wurde sie in sechs Teile aufgeteilt.

## Beschreibung
Während PDF und ISO 32000-1 ein Framework bieten, um Dokumente digital zu signieren, spezifiziert PAdES präzise Profile, die mit der EU-Direktive 1999/93/EC verwendet werden können. Ein bedeutender Vorteil von PAdES ist, dass elektronisch unterschriebene Dokumente lange valide bleiben, auch wenn die zugrunde liegenden Algorithmen gebrochen sind.
PAdES erkennt an, dass digital signierte Dokumente für viele Jahre archiviert werden. Es muss zu jedem Zeitpunkt in der Zukunft möglich sein, die Signatur des Dokuments zu prüfen. Dieses Konzept ist unter dem Namen Long-Term Validation (LTV) bekannt.
Der PAdES-Standard (ETSI EN 319 142) führt eine Anzahl von Adaptionen und Erweiterungen zu PDF ein. Damit werden die Anforderungen aus der Direktive umgesetzt. ETSI will diese Europa-spezifischen Elemente wieder in den neuen ISO-Standard für PDF einbringen. Dieser trägt die Bezeichnung ISO 32000-2.
Bei PDF-Dokumenten wird die Signatur ein Teil der PDF-Datei. Damit kann die Datei einfach kopiert, gespeichert und weitergegeben werden. Die Signatur kann ähnlich wie ein Formularfeld im Dokument angezeigt werden. Ein Vorteil von PAdES ist, dass es keine zusätzliche Software erfordert. Es kann von existierenden Programmen einfach genutzt werden.

## Der PAdES Standard (ETSI EN 319 142)
Die technische Spezifikation von PAdES besteht aktuell aus zwei Teilen:
- Part 1: Building blocks and PAdES baseline signatures
- Part 2: Additional PAdES signatures profiles